# Oreoweisia chilensis
Oreoweisia chilensis là một loài Rêu trong họ Dicranaceae. Loài này được (Hampe ex Müll. Hal.) Paris mô tả khoa học đầu tiên năm 1897.